# جيسيكا أغيري
جيسيكا أغيري (بالإنجليزية: Jessica Aguirre)‏ هي صحفية تلفزيونية ‏ أمريكية، ولدت في 25 يونيو 1963 في أفينتجورا في الولايات المتحدة.